# 7-es busz (Baja)
A bajai 7-es jelzésű autóbusz egy helyi körjárat, ami az egész városban közlekedik összesen 29 kilométeren át. A viszonylatot a Volánbusz üzemelteti.

## Megállóhelyei
(Távolsági / helyközi járatok feltüntetése nélkül.)
| 7 (Déri Frigyes sétány ► DÉLHÚS (► Vaskúti laktanya) ► Déri F. sétány ► Vámház ► Déri F. sétány ► TESCO ► Déri F. sétány) | 7 (Déri Frigyes sétány ► DÉLHÚS (► Vaskúti laktanya) ► Déri F. sétány ► Vámház ► Déri F. sétány ► TESCO ► Déri F. sétány) | 7 (Déri Frigyes sétány ► DÉLHÚS (► Vaskúti laktanya) ► Déri F. sétány ► Vámház ► Déri F. sétány ► TESCO ► Déri F. sétány) | 7 (Déri Frigyes sétány ► DÉLHÚS (► Vaskúti laktanya) ► Déri F. sétány ► Vámház ► Déri F. sétány ► TESCO ► Déri F. sétány) | 7 (Déri Frigyes sétány ► DÉLHÚS (► Vaskúti laktanya) ► Déri F. sétány ► Vámház ► Déri F. sétány ► TESCO ► Déri F. sétány) | 7 (Déri Frigyes sétány ► DÉLHÚS (► Vaskúti laktanya) ► Déri F. sétány ► Vámház ► Déri F. sétány ► TESCO ► Déri F. sétány) | 7 (Déri Frigyes sétány ► DÉLHÚS (► Vaskúti laktanya) ► Déri F. sétány ► Vámház ► Déri F. sétány ► TESCO ► Déri F. sétány) | 7 (Déri Frigyes sétány ► DÉLHÚS (► Vaskúti laktanya) ► Déri F. sétány ► Vámház ► Déri F. sétány ► TESCO ► Déri F. sétány) | 7 (Déri Frigyes sétány ► DÉLHÚS (► Vaskúti laktanya) ► Déri F. sétány ► Vámház ► Déri F. sétány ► TESCO ► Déri F. sétány) |
| Sorszám (↓) | Megállóhely | Perc (↓) (1, 2, 3) | Perc (↓) (1, 2, 3) | Perc (↓) (1, 2, 3) | Kilométer (1, 2, 3) | Kilométer (1, 2, 3) | Kilométer (1, 2, 3) | Átszállási kapcsolatok |
| --- | --- | --- | --- | --- | --- | --- | --- | --- |
| 0 | Déri Frigyes sétány végállomás                                                                                            | 0 | – | – | 0.0 km | – | – | 1, 2, 3, 4, 5, 6, 8 |
| 1 | Déri-kert | 2 | – | – | 0.4 km | – | – | 5, 6, 8 |
| 2 | Kórház | 3 | – | – | 0.7 km | – | – | 5, 6, 8 |
| 3 | Kálvária | 4 | – | – | 1.1 km | – | – | 5, 6, 8 |
| 4 | Ifjúság utca | 5 | – | – | 1.6 km | – | – | 5, 6, 8 |
| 5 | Hűtőház | 6 | – | – | 2.0 km | – | – | 5, 6, 8 |
| 6 | VOLÁN-telep | 8 | – | – | 2.4 km | – | – | 5, 6, 8 |
| 7 | DÉLHÚS | 10 | – | – | 2.7 km | – | – | 5, 6, 8 |
| 8 | Köztemető | 12 | – | – | 3.4 km | – | – | 5, 6, 8 |
| 9 | Bokodi út | 13 | – | – | 3.8 km | – | – | 5, 6, 8 |
| 10 | Kálvária utca (Lőkert sor)                                                                                                | 14 | – | – | 4.2 km | – | – | 5, 6, 8 |
| 11 | Bara lakótelep | 16 | – | – | 4.9 km | – | – | 5, 6, 8 |
| 12 | Vaskúti út | 17 | – | – | 5.2 km | – | – | 8 |
| 13 | Vám utca | 18 | – | – | 5.5 km | – | – | 8 |
| 14 | Vaskúti laktanya forduló                                                                                                  | 19 | – | – | 5.5 km | – | – | 8 |
| 15 | Vám utca | 20 | – | – | 6.5 km | – | – | 8 |
| 16 | Vaskúti út | 21 | – | – | 6.8 km | – | – | 8 |
| 17 | Háromnyúl utca | 22 | – | – | 7.3 km | – | – | 5, 6, 8 |
| 18 | Szőlő utca | 23 | – | – | 7.6 km | – | – | 5, 6, 8 |
| 19 | Vöröskereszt téri iskola                                                                                                  | 24 | – | – | 7.8 km | – | – | 5, 6, 8 |
| 20 | Wesselényi utca | 25 | – | – | 8.2 km | – | – | 5, 6, 8 |
| 21 | Alsóvárosi ÁMK | 26 | – | – | 8.8 km | – | – | 8 |
| 22 | Kálvária | 27 | – | – | 9.6 km | – | – | 1, 2, 8 |
| 23 | Kórház | 28 | – | – | 10.0 km | – | – | 5, 6, 8 |
| 24 | Déri-kert | 29 | – | – | 10.3 km | – | – | 5, 6, 8 |
| 25 | Déri Frigyes sétány vonalközi végállomás                                                                                  | 30 | 0 | – | 10.7 km | 0.0 km | – | 1, 2, 3, 4, 5, 6, 8 |
| 26 | Tanítóképző főiskola | 32 | 2 | – | 11.3 km | 0.6 km | – | 1, 2, 3, 4, 5 |
| 27 | Malom utca | 34 | 4 | – | 12.1 km | 1.4 km | – | 1, 2, 3, 4, 5 |
| 28 | Vasutas telep | 36 | 6 | – | 12.8 km | 2.1 km | – | 2 |
| 29 | ABC bolt | 38 | 8 | – | 13.4 km | 2.7 km | – | 2 |
| 30 | Arató utca | 40 | 10 | – | 13.9 km | 3.2 km | – | 1, 2, 5 |
| 31 | Templom utca | 41 | 11 | – | 14.3 km | 3.6 km | – | 1, 2, 5 |
| 32 | Vízmű | 42 | 12 | – | 14.7 km | 4.0 km | – | 1, 2, 5 |
| 33 | Lehel utca | 43 | 13 | – | 15.2 km | 4.5 km | – | 1, 2, 5 |
| 34 | Dobó István utca | 44 | 14 | – | 15.5 km | 4.8 km | – | 1, 2, 5 |
| 35 | Vámház | 48 | 18 | – | 17.7 km | 7.0 km | – | 1, 2, 5 |
| 36 | Jobbágy utca | 50 | 20 | – | 18.4 km | 7.7 km | – | 1, 2, 5 |
| 37 | Bajaszentistván | 51 | 21 | – | 18.8 km | 8.1 km | – | 1, 2, 5 |
| 38 | Szent István tér | 52 | 22 | – | 19.2 km | 8.5 km | – | 1, 2, 5 |
| 39 | Józsefvárosi temető | 54 | 24 | – | 19.8 km | 9.1 km | – | 1, 2, 5 |
| 40 | Bolgár utca | 55 | 25 | – | 20.2 km | 9.5 km | – | 1, 2, 5 |
| 41 | Cukrászda | 56 | 26 | – | 20.6 km | 9.9 km | – | 1, 2, 5 |
| 42 | Zeneiskola | 57 | 27 | – | 20.9 km | 10.2 km | – | 2 |
| 43 | Déri Frigyes sétány vonalközi végállomás                                                                                  | 59–62 | 29–32 | 0 | 21.6 km | 10.9 km | 0.0 km | 1, 2, 3, 4, 5, 6, 8 |
| 44 | Szentháromság tér | 64 | 34 | 2 | 22.0 km | 11.3 km | 0.4 km | 5 |
| 45 | Piac tér | 66 | 36 | 4 | 22.4 km | 11.7 km | 0.8 km | 5 |
| 46 | Oltványi Imre utca | 67 | 37 | 5 | 22.6 km | 11.9 km | 1.0 km | 5 |
| 47 | Völgy utca | 68 | 38 | 6 | 23.0 km | 12.3 km | 1.4 km | 5 |
| 48 | Duna utca | 69 | 39 | 7 | 23.4 km | 12.7 km | 1.8 km | 5 |
| 49 | Malomrév utca | 70 | 40 | 8 | 23.7 km | 13.0 km | 2.1 km | 5 |
| 50 | Duna Kötöttárugyár Kft.                                                                                                   | 71 | 41 | 9 | 24.1 km | 13.4 km | 2.5 km | 5 |
| 51 | TESCO | 72 | 42 | 10 | 24.6 km | 13.9 km | 3.0 km | 5 |
| 52 | Rezét utca | 73 | 43 | 11 | 25.0 km | 14.3 km | 3.4 km | 5 |
| 53 | Szent László utca | 74 | 44 | 12 | 25.4 km | 14.7 km | 3.7 km | 5 |
| 54 | Duna Kötöttárugyár Kft.                                                                                                   | 76 | 46 | 14 | 26.0 km | 15.3 km | 4.3 km | 5 |
| 55 | Malomrév utca | 77 | 47 | 15 | 26.4 km | 15.7 km | 4.7 km | 5 |
| 56 | Duna utca | 78 | 48 | 16 | 26.7 km | 16.0 km | 5.0 km | 5 |
| 57 | Völgy utca | 79 | 49 | 17 | 27.1 km | 16.4 km | 5.4 km | 5 |
| 58 | Oltványi Imre utca | 80 | 50 | 18 | 27.5 km | 16.8 km | 5.8 km | 5 |
| 59 | Piac tér | 81 | 51 | 19 | 27.7 km | 17.0 km | 6.0 km | 5 |
| 60 | Szentháromság tér | 83 | 53 | 22 | 28.1 km | 17.4 km | 6.4 km | 5 |
| 61 | Déri Frigyes sétány vonalközi végállomás                                                                                  | 85 | 55 | 23 | 28.6 km | 17.9 km | 6.9 km | 1, 2, 3, 4, 5, 6, 8 |
| 62 | Tanítóképző főiskola | – | – | 25 | – | – | 7.5 km | 1, 2, 3, 4, 5 |
| 63 | Déri Frigyes sétány végállomás                                                                                            | – | – | 28 | – | – | 8.2 km | 1, 2, 3, 4, 5, 6, 8 |